# 이태영 (1744년)
이태영(李泰永, 1744년 10월 9일 ~ 1803년 1월 24일)은 조선시대 후기의 문신, 정치인, 외교관이다. 본관은 한산(韓山)으로, 호는 동전(東田), 자는 사앙(士仰)이다. 목은 이색의 15대손이다. 1772년(영조 48) 문과에 급제한 뒤 삼사의 요직을 거쳐 1784년 청나라에 파견되는 사신의 서장관으로 다녀왔다. 1785년 이후 양주부윤, 양덕현령, 광주부윤, 장단부사 등의 외직을 역임하고, 1793년 수황해도 관찰사, 1795년수경상도 관찰사가 되었다. 1785년 양주부윤으로 부임한 뒤 20년간 지방관으로 부임하여 치적을 쌓았다.
황해감사 재직 당시 선정을 베풀었으나 청나라에 갔다가 병사한 사신의 시신을 소홀히 대했다고 탄핵, 파직당했다. 그 뒤 수경상도 관찰사로 부임하여 묵은토지 등급을 낮추고 세금 탕감, 조세 부담을 줄이는 등의 치적을 쌓았으나 소나무 관리 문제를 이유로 파직당했다가 복직했다. 이후 대사간, 도승지, 공조참판, 충청도관찰사, 평안도관찰사 등을 역임하고 예조참판에 이르렀다.
1795년 대구 칠성동 지석묘를 발견하고 자신의 일곱 아들의 이름을 새긴 뒤 자손의 번영을 기도했다는 전설이 전한다.

## 생애

### 출생과 가계
이태영은 1744년 10월 9일에 태어났으며 목은 이색(李穡)의 15대손으로, 그의 아들 이종선의 후손이다. 12대조는 세조 때의 중신 이계전이었고, 11대 방조는 사육신의 한 사람인 이개이다. 토정비결의 저자 토정 이지함은 8대 방조였고, 선조 때의 영의정 이산해는 그의 7대 방조였다.
고조부는 김제군수를 지내고 증 이조참판에 증직된 이정룡(李廷龍)이고 증조부는 승지 이집(李潗)이며, 할아버지는 호조정랑을 지낸 이병건(李秉建)이다. 아버지는 군자감정(軍資監正)을 지내고 증 이조판서에 추증된 이산중(李山重)이며, 어머니는 조겸빈(趙謙彬)의 딸이다. 참판을 지낸 이해중(李海重)의 조카이다.

### 과거 급제와 관료 생활
1772년(영조 48) 정시문과에 병과로 급제한 뒤 권지가 되고 여러 벼슬을 거쳐 1778년(정조 2) 홍문관부교리가 되었다. 이후 교리, 사헌부지평 등 삼사의 요직을 두루 역임하였다.
1781년 사헌부지평, 1783년 부교리로 있으면서 불성실한 상소문을 올렸다 하여 탄핵을 받고 파직당하였으나, 다음해 부수찬으로 복직하였다. 1784년(정조 8) 청나라에 진하사은사 겸 동지사(進賀謝恩使兼冬至使)가 파견될 때 서장관(書狀官)으로 베이징을 다녀왔다.

### 지방관 생활
1785년 통정대부로 승진하여 사간원대사간이 되었다가 양주부윤, 양덕현령 등 외직으로 나갔다. 이후 광주부윤(廣州府尹)과 장단부사(長湍府使)를 거쳐, 1793년 수황해도 관찰사로 부임하였다. 황해감사 재직 중 흉년이 들어 기민(飢民) 구제에 힘썼고 세금 탕감을 위해 노력했으나, 1795년 청나라에 갔다가 병으로 죽어 귀환하는 정사(正使)의 시신이 든 상여를 소홀히 다루었다는 이유로 탄핵을 받고 파직당하였다.
그 뒤 곧 복직되어 수경상도 관찰사로 부임하였다. 경상도 관찰사 재직 당시에는 각종 묵은 토지의 등급을 낮추고, 밀린 세금의 탕감을 받아냈으며, 조세의 부담을 덜어 주어 농사를 권면하는 데 힘썼다. 1795년(정조 19)에는 칠성동에서 지석묘를 발견하였다.

### 생애 후반
1797년 가선대부(嘉善大夫)로 승진하였으나 곤양군(昆陽郡) 봉산(封山)의 소나무 관리를 잘못한 죄로 탄핵을 받고 경상도관찰사직에서 파직당하였다.
그러나 그의 지방관으로서의 치적을 널리 인정받아 그해 복직되고 바로 사간원대사간으로 등용되어 내직으로 돌아왔으며 이후 승정원도승지에 제수되었다. 이후 공조참판을 거쳐 1798년(정조 22) 충청도관찰사로 부임하였다. 1799년 평안도관찰사로 부임했다가 1801년(순조 1) 예조참판 겸 동지의금부사가 되었다. 1803년에 사망했다.

### 사후
경기도 가평군 가평읍 금대리 해좌(亥坐)에 안장되었다. 사후 아들 이희갑의 출세로 증 숭정대부 의정부좌찬성 겸 판의금부사 홍문관대제학 예문관대제학 지춘추관성균관사 세자시강원이사 오위도총부 도총관에 추증되었다.

## 저작
- 삼사 연행시화첩

## 가족 관계
- 할아버지 : 이병건
  - 삼촌 : 이석중
    - 사촌 : 이규영 - 친동생으로 삼촌 석중의 양자가 됨

  - 삼촌 : 이해중
    - 사촌 : 이도영
- 아버지 : 이산중(1717년 - 1775년)
- 어머니 : 양주조씨(1717년 - 1752년), 조겸빈의 딸
  - 동생 : 이규영 - 삼촌 이석중의 양자로 입양
  - 동생 : 이순영
  - 여동생 : 2명
- 계모 : 반남박씨(1737년 - 1779년), 박사권(朴師權)의 딸
- 부인 : 기계유씨(杞溪兪氏1744년 11월 13일 - 1781년 7월 24일), 한갈(漢葛)의 딸
  - 아들 : 이희갑(李羲甲, 1764 ~ 1847, 시호는 정헌(正獻))
    - 손자 : 이겸재

  - 딸 : 이씨
  - 아들 : 이희평(1764년 - ), 당숙 이도영의 양자가 됨
  - 아들 : 이희두(1768년 12월 6일 - 1854년 4월 16일), 당숙이자 삼촌인 이규영의 양자가 됨
  - 아들 : 이희승(1774년 8월 1일 - 1851년 12월 21일)
  - 아들 : 이희준(1775년 6월 26일 - 1842년 10월 23일)
  - 아들 : 이희조(1776년 12월 1일 - 1848년 4월 29일)
  - 아들 : 이희화
  - 딸 : 이씨
- 첩 : 이름 미상
  - 아들 : 이희오(1783년 1월 7일- 1858년 12월 3일)
  - 아들 : 이희신(1789년 12월 13일 - 1838년 12월 20일)
  - 딸 : 이씨
  - 딸 : 이씨
  - 아들 : 이희명(1794년 12월 11일 - 1869년 2월 20일)
  - 아들 : 이희공(1795년 10월 28일 - 1829년 7월 27일)

## 기타
1795년(정조 19) 경상도관찰사로 재임중이던 이태영은 어느날 밤 꿈속에서 북두칠성이 현재의 칠성동 고인돌 자리에 떨어진 것을 보고 주변을 수색하다가 고인돌을 발견하였다.(대구 칠성동 지석묘) 이후 이태영은 고인돌 덮개돌 위에 자신의 아들 일곱 명의 이름을 새기고, 후손의 번영을 기도하였다. 이후 그가 아들 이름을 새긴 고인돌들을 '칠성암(七星巖)'으로 부르고 이후에도 마을의 토속적 신앙의 대상이 되었다. 대구의 칠성동이라는 마을명칭은 여기에서 유래한 것이다.

## 같이 보기
- 이집
- 이색
- 정조
- 서장관
- 지방관
- 선정비
- 이산해
- 이개

## 참조
1. ↑  이태영[깨진 링크(과거 내용 찾기)]
2. ↑  그의 9대조 이질의 동생 이치가 이지번, 이지함의 아버지이며 이산해의 할아버지이다.